# Принштайн, Майер
Майер Принштайн (англ. Myer Prinstein; 22 декабря 1878, Щучин, Ломжинская губерния — 10 марта 1925, Нью-Йорк, США) — американский легкоатлет, трёхкратный чемпион летних Олимпийских игр.
Майер Принштайн родился 22 декабря 1878 года в еврейской семье в городе Щучин, Польша. В 1884 году они переехали в США. Принштайн окончил университет города Сиракьюс по специальности адвоката, однако после получения образования он занялся лёгкой атлетикой.
В 1898 году он установил свой первый рекорд США в прыжке в длину, прыгнув на 7,19 м. Через два года, Принштайн побил мировое достижение с результатом 7,50 м. К тому времени он уже выиграл четыре чемпионата США в этой дисциплине. В 1900 году он поехал в Париж чтобы принять участие в летних Олимпийских играх 1900.
На Олимпиаде Принштай соревновался в двух прыжковых дисциплинах — прыжок в длину и тройной прыжок. В первой дисциплине он занял второе место с результатом 7,175 м, проиграв только своему соотечественнику Элвину Крэнцлайну. Во второй он стал чемпионом, прыгнув на 14,47 м и установив Олимпийский рекорд.

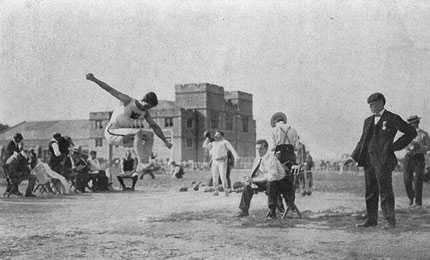
Майер Принштайн выполняет прыжок в длину на Олимпиаде 1904

Через 4 года Принштайн принял участие в летних Олимпийских играх 1904 в Сент-Луисе. Там он участвовал не только в соревнованиях по прыжкам, но и в беге. В обоих своих любимых состязаниях он стал чемпионом, причём он до сих пор является единственным спортсменом, выигравшим и прыжок в длину, и тройной прыжок на одной Олимпиаде. В беге на 60 и 400 м Принштайн занимал пятые места, а в гонке на 100 м дошёл до полуфинала.
На следующих Олимпийских играх 1906 в Афинах. Он ещё раз выиграл в прыжке в длину, однако эта медаль, как и все Игры, не признаются Международным олимпийским комитетом так как прошли без их согласия. Поэтому формально Принштайн не выигрывал свою четвёртую золотую медаль.
После этих соревнований он ушёл из лёгкой атлетикой и стал адвокатом. Он умер 10 марта 1925 года в Нью-Йорке.
Майер Принштайн был включён в Международный еврейский спортивный зал славы в 1982 году и в Американский легкоатлетический зал славы в 2000 году.